# 요양 회전
요양 회전(일본어: 遼陽会戦, 러시아어: Сражение при Ляояне)은 러일 전쟁 중기 요동반도와 선양 근처 철도에서 러시아군과 일본군이 벌인 주요 전투이다.
당시 오야마 이와오가 이끄는 일본군이 선양시를 공격했는데 그곳은 중국 극동 철도를 잇는 거점으로 1904년 8월 러시아군은 15만 8000명의 병력을 이끌고 일본군의 측면에서 전투를 벌였으며 뒤이어 2, 3차로 12만 5000명의 병력이 추가 도착했다.
8월 26일 일본군은 알렉세이 쿠로파트킨 사령관이 이끄는 러시아군에 맞서 요동반도의 첫 도시를 점령했고 8월 29일 ~ 8월 30일 요동반도 남부에서 러시아군의 강력한 방어선을 돌파해 일본군 제1군이 8월 31일 요동 북동쪽의 강을 넘기에 이른다.
결국 9월 4일 러시아군은 철수를 결정했고 이후 다시 요동반도에서 벌어진 봉천 전투에서도 대패했다.

## 갤러리
당시 러시아군은 기구를 이용해 적진을 관찰하고 다양한 정보를 제공했다.

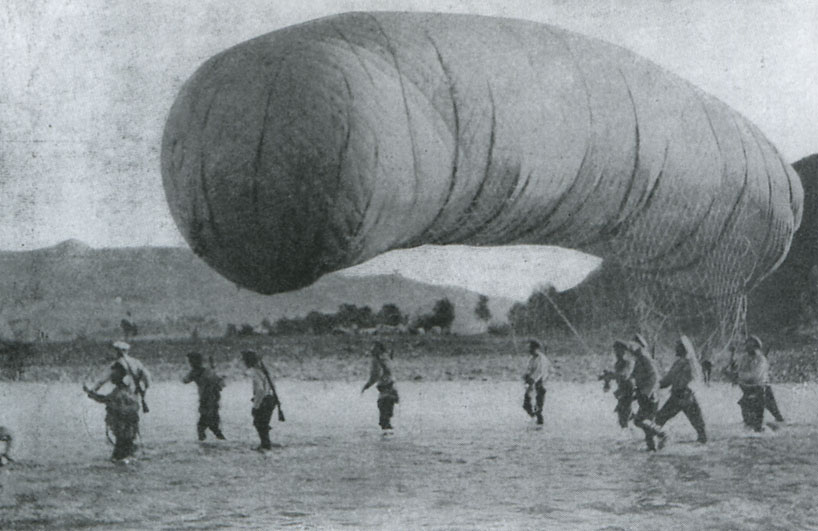
요동 전투 당시 기구의 바닥을 처리하는 러시아군
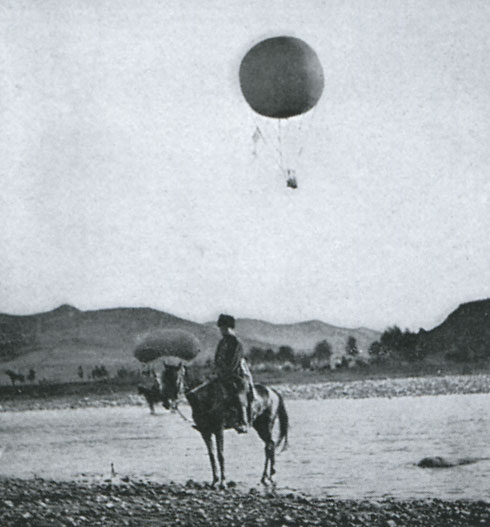
요동 전투 중반 러시아의 공중 관측기구
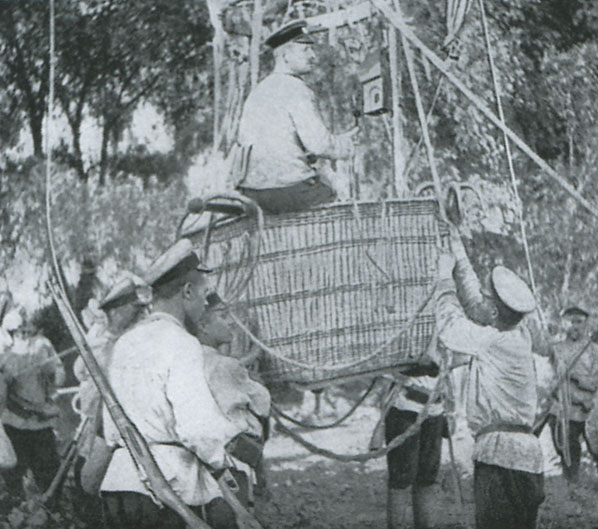
요동 전투 당시 기구의 바스켓에 타는 러시아군

## 참고 문헌
- Kowner, Rotem (2006). "Historical Dictionary of the Russo-Japanese War". Scarecrow. ISBN 0-8108-4927-5